# Ciśnienie osmotyczne
Ciśnienie osmotyczne – ciśnienie, którym należy działać na roztwór, aby powstrzymać przepływ rozpuszczalnika przez półprzepuszczalną membranę, która rozdziela roztwory o różnym stężeniu. Przyczyną pojawienia się ciśnienia osmotycznego jest różnica stężeń związków chemicznych lub jonów w roztworach po obu stronach membrany i dążenie układu do ich wyrównania.
Kontaktujące się roztwory mają termodynamiczną tendencję do wyrównywania stężeń (np. przez dyfuzję cząsteczek rozpuszczonych związków). W przypadku membrany, która przepuszcza małe cząsteczki rozpuszczalnika, a nie przepuszcza jonów ani większych cząsteczek, jedynym sposobem wyrównania stężenia roztworów jest przepływ przez membranę rozpuszczalnika. W najprostszym przypadku, dla roztworów silnie rozcieńczonych, ciśnienie osmotyczne na granicy roztworów „1” i „2” można wyrazić wzorem:
{\displaystyle \pi _{12}=\left([\mathrm {X} ]_{1}-[\mathrm {X} ]_{2}\right)RT,}
gdzie:
{\displaystyle \pi _{12}} – ciśnienie osmotyczne,
{\displaystyle R} – stała gazowa,
{\displaystyle T} – temperatura (w skali Kelwina),
{\displaystyle [\mathrm {X} ]_{1},} {\displaystyle [\mathrm {X} ]_{2}} – stężenie molowe związku chemicznego lub jonów, które nie mogą przepływać przez membranę.
Warto zwrócić uwagę, że:
- wzór ten ma sens fizyczny tylko wtedy, gdy {\displaystyle [\mathrm {X} ]_{1}>[\mathrm {X} ]_{2}} – gdyż ciśnienie osmotyczne jest różnicą rzeczywistych ciśnień wywieranych przez oba roztwory, stąd „działa” ono od strony bardziej stężonego roztworu. W przypadku gdy przez membranę może przepływać tylko rozpuszczalnik, wzór ten trzeba „odwrócić” lub ewentualnie wpisać do niego stężenie rozpuszczalnika, a nie stężenie rozpuszczonej substancji.
- gdy przez membranę przepływa kilka różnych związków chemicznych, każdy z nich generuje niezależnie od siebie cząstkowe ciśnienie osmotyczne, sumaryczne ciśnienie wywierane na membranę jest wypadkową ciśnień cząstkowych.

Pomiar ciśnienia osmotycznego możliwy jest np. poprzez pomiar ciśnienia wymaganego do zatrzymania przepływu rozpuszczalnika przez membranę. Dalsze zwiększanie przyłożonego ciśnienia prowadzi do zaistnienia procesu odwróconej osmozy, czyli przepływu cząsteczek rozpuszczalnika od roztworu o wysokim stężeniu do roztworu o niższym stężeniu.

## Równanie van ’t Hoffa[1]
Dla roztworu o stężeniu [X] w kontakcie poprzez membranę z czystym rozpuszczalnikiem, ciśnienie osmotyczne definiowane jest przez równanie van ’t Hoffa:
{\displaystyle \pi =[\mathrm {X} ]RT.}
Przykład: dla roztworu soli o stężeniu {\displaystyle [\mathrm {X} ]} = 10−2 mol/dm3 w temperaturze 300 K otrzymamy ciśnienie osmotyczne rzędu 250 hPa (0,25 atm) co odpowiada ciśnieniu słupa wody o wysokości 2,5 m.
Równanie van ’t Hoffa jest słuszne dla bardzo rozcieńczonych roztworów zbliżonych do roztworu idealnego. Wynika z niego, że iloraz {\displaystyle \pi /[X]} powinien być niezależny od stężenia. Jednak takiej zależności nie obserwujemy dla roztworów rzeczywistych, jest to powszechne dla roztworów dyspersyjnych. Dla roztworów bardziej stężonych, gdzie istotne stają się oddziaływania pomiędzy cząsteczkami {\displaystyle \mathrm {X} ,} przyjmuje się, że równanie van ’t Hoffa jest jedynie pierwszym członem rozwinięcia (analogicznie do rozwinięcia stosowanego w wirialnym równaniu stanu gazu):
{\displaystyle \pi =[\mathrm {X} ]RT\left(1+B_{1}[\mathrm {X} ]+B_{2}[\mathrm {X} ]^{2}+\dots \right),}
gdzie:
{\displaystyle B} – osmotyczne współczynniki wiralu

## Obliczeniemasy cząsteczkowejzwiązków chemicznych na podstawie ciśnień osmotycznych ich roztworów
Na podstawie ciśnienia osmotycznego, a właściwie zależności ciśnienia osmotycznego {\displaystyle \pi } od stężenia c[g/dm3] możliwe jest obliczenie masy cząsteczkowej związków chemicznych.
Równanie van ’t Hoffa jest granicznym przypadkiem bardziej ogólnego równania słusznego dla roztworu oraz czystego rozpuszczalnika, przy założeniu, że para rozpuszczalnika nad roztworem i nad czystym rozpuszczalnikiem zachowuje się jak gaz doskonały:
{\displaystyle \pi =-{\frac {RT}{V_{\mathrm {m,rozp} }}}\ln \left({\frac {p_{\mathrm {r} }}{p^{*}}}\right),}
gdzie:
{\displaystyle p_{\mathrm {r} }} – ciśnienie pary rozpuszczalnika nad roztworem {\displaystyle \mathrm {X} ,}
{\displaystyle p^{*}} – ciśnienie pary nasyconej nad czystym rozpuszczalnikiem.
Zgodnie z prawem Raoulta dla roztworu doskonałego: {\displaystyle (p_{\mathrm {r} }/p^{*})=x_{\mathrm {rozp} }} – ułamek molowy rozpuszczalnika w roztworze {\displaystyle \mathrm {X} .} Dla roztworu rzeczywistego, zamiast ułamka molowego należy użyć aktywności rozpuszczalnika {\displaystyle a_{\mathrm {rozp} }} w tym roztworze, skąd:
{\displaystyle \pi =-{\frac {RT}{V_{\mathrm {m,rozp} }}}\ln \left(a_{\mathrm {rozp} }\right).}
Jeżeli roztwór substancji {\displaystyle \mathrm {X} } jest idealny i rozcieńczony, wówczas wykorzystując fakt, że ułamek molowy rozpuszczalnika {\displaystyle x_{\mathrm {rozp} }=1-x_{\mathrm {X} },} gdzie {\displaystyle x_{\mathrm {X} }} jest bardzo małe, otrzymuje się:
{\displaystyle \ln(x_{\mathrm {rozp} })=\ln(1-x_{\mathrm {X} })\approx x_{\mathrm {X} },}
skąd można wyprowadzić równanie van ’t Hoffa.